# FK Kristall Smolensk
Pour les articles homonymes, voir Kristall (homonymie).
Maillots
Le Kristall Smolensk (en russe : «Кристалл» Смоленск), est un ancien club russe de football basé à Smolensk, fondé en 1992 et dissout en 2004. Un nouveau club est refondé en 2004.

## Histoire

### Dates importantes
- 1992 : fondation du club sous le nom de Kristall Smolensk
- 1994 : le club est renommé CSK VVS Kristall Smolensk
- 1998 : le club est renommé Kristall Smolensk
- 2004 : fermeture du club

### Historique
L'équipe évolue à 7 reprises dans le championnat de Russie de D2 entre 1997 et 2003. Elle se classe quatrième du championnat en 1998, ce qui constitue sa meilleure performance dans cette compétition.

## Bilan sportif

### Classements en championnat
La frise ci-dessous résume les classements successifs du club en championnat.

### Bilan par saison
| Saison | Championnat | Championnat | Championnat | Championnat | Championnat | Championnat | Championnat | Championnat | Championnat | Championnat | Coupe de Russie     |
| Saison | Division    | Pos         | Pts         | J           | V           | N           | D           | BP          | BC          | Diff        | Coupe de Russie     |
| ------ | ----------- | ----------- | ----------- | ----------- | ----------- | ----------- | ----------- | ----------- | ----------- | ----------- | ------------------- |
| 1993   | 3e Zone 3   | 5e          | 42          | 34          | 16          | 10          | 8           | 54          | 31          | +23         | —                   |
| 1994   | 4e Zone 4   | 1er         | 40          | 24          | 19          | 2           | 3           | 57          | 17          | +40         | —                   |
| 1995   | 3e Ouest    | 6e          | 77          | 42          | 23          | 8           | 11          | 58          | 35          | -23         | Troisième tour      |
| 1996   | 3e Ouest    | 2e          | 96          | 42          | 30          | 6           | 6           | 96          | 36          | +60         | Deuxième tour       |
| 1997   | 2e          | 7e          | 68          | 42          | 19          | 11          | 12          | 70          | 45          | +25         | Premier tour        |
| 1998   | 2e          | 4e          | 72          | 42          | 23          | 3           | 16          | 59          | 47          | +12         | Seizièmes de finale |
| 1999   | 2e          | 11e         | 58          | 42          | 17          | 7           | 18          | 44          | 49          | -5          | Troisième tour      |
| 2000   | 2e          | 5e          | 61          | 38          | 19          | 4           | 15          | 63          | 49          | +14         | Cinquième tour      |
| 2001   | 2e          | 10e         | 44          | 34          | 13          | 5           | 16          | 37          | 45          | -8          | Cinquième tour      |
| 2002   | 2e          | 10e         | 44          | 34          | 12          | 8           | 14          | 39          | 43          | -4          | Seizièmes de finale |
| 2003   | 2e          | 20e         | 35          | 42          | 10          | 5           | 27          | 40          | 72          | -32         | Seizièmes de finale |
| 2003   | 2e          | 20e         | 35          | 42          | 10          | 5           | 27          | 40          | 72          | -32         | Cinquième tour      |

Légende
- Promotion en division supérieure
- Relégation en division inférieure

## Personnalités du club

### Joueurs emblématiques
- Tomáš Vychodil
- Vyacheslav Lychkin
- Oleg Șișchin
- Sergueï Filippenkov
- Aleksei Gudkov
- Sergueï Gunko
- Armen Adamyan
- Viatcheslav Daïev
- Wladimir Baýramow
- Yuriý Magdiýew
- Igors Troickis
- Mikalay Ryndzyuk